# Baron Greystoke
Baron Greystoke war ein erblicher britischer Adelstitel, der zweimal in der Peerage of England verliehen wurde.

## Verleihungen
Der Titel wurde erstmals am 24. Juni 1295 von König Eduard I. für John de Greystoke, Gutsherr von Greystoke Castle bei Penrith in Cumbria, geschaffen, indem dieser durch Writ of Summons ins Parlament berufen wurde. Der Titel erlosch, als dieser 1306 kinderlos starb.
In zweiter Verleihung wurde der Titel am 15. Mai 1321 durch Writ of Summons von König Eduard II. für Ralph de Greystoke neu geschaffen. Dieser war der Nachkomme einer Tante des Barons erster Verleihung und hatte inzwischen das Gut Greystoke geerbt. Da sein Ururenkel, der 5. Baron, keine Söhne hinterließ, fiel der Titel bei dessen Tod 1487 an dessen Tochter Elizabeth als 6. Baroness, die um 1488 Thomas Dacre, 2. Baron Dacre heiratete. Deren ältester Sohn, der 7. Baron, erbte 1525 vom Vater auch dessen Titel als Baron Dacre (of Gilsland). Beim kinderlosen Tod von dessen Enkel, dem 9. Baron, am 17. Mai 1569 fiel die Baronie Greystoke schließlich in Abeyance zwischen dessen drei Schwestern. Hinsichtlich der Baronie Dacre ist umstritten, ob sie als Barony by writ ebenfalls in Abeyance fiel oder als Barony by letters patent erloschen ist.

## Liste der Barone Greystoke

### Barone Greystoke, erste Verleihung (1295)
- John de Greystoke, 1. Baron Greystoke (1264–1306)

### Barone Greystoke, zweite Verleihung (1321)
- Ralph Greystoke, 1. Baron Greystoke (1299–1323)
- William Greystoke, 2. Baron Greystoke (1320–1358)
- Ralph de Greystoke, 3. Baron Greystoke (1352–1417)
- John de Greystoke, 4. Baron Greystoke (1390–1436)
- Ralph de Greystoke, 5. Baron Greystoke (1414–1487)
- Elizabeth de Greystoke, 6. Baroness Greystoke (1471–1516)
- William Dacre, 7. Baron Greystoke, 3. Baron Dacre (1500–1563)
- Thomas Dacre, 8. Baron Greystoke, 4. Baron Dacre (um 1527–1566)
- George Dacre, 9. Baron Greystoke, 5. Baron Dacre (1561–1569) (Titel abeyant)